# Synanthedon cerulipes
Synanthedon cerulipes is een vlinder uit de familie wespvlinders (Sesiidae), onderfamilie Sesiinae.
Synanthedon cerulipes is voor het eerst wetenschappelijk beschreven door Hampson in 1900. De soort komt voor in het Oriëntaals gebied.